# Quetelet (cráter)

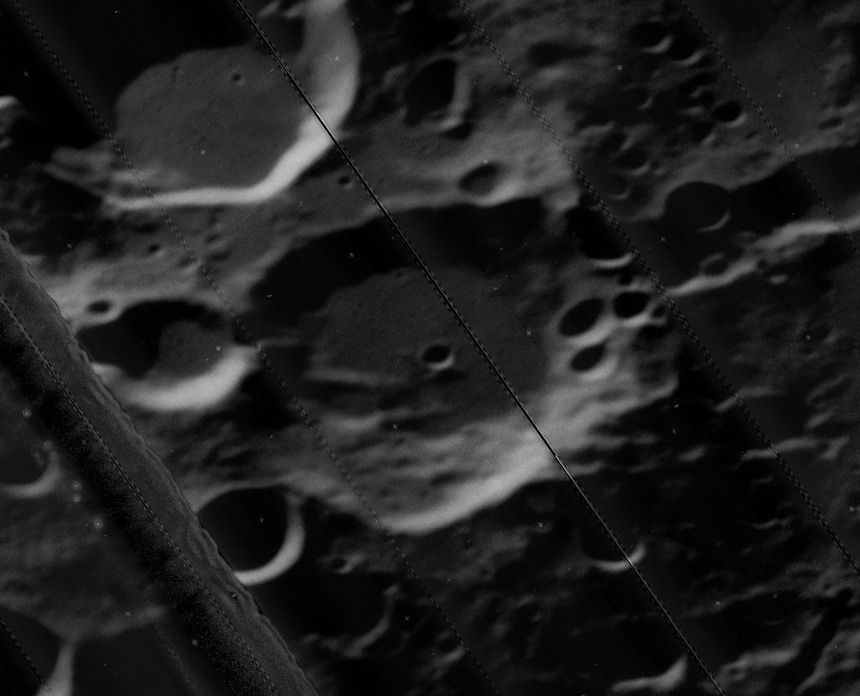
Imagen oblicua de la misión Lunar Orbiter 5
(marca blanca en la foto original)

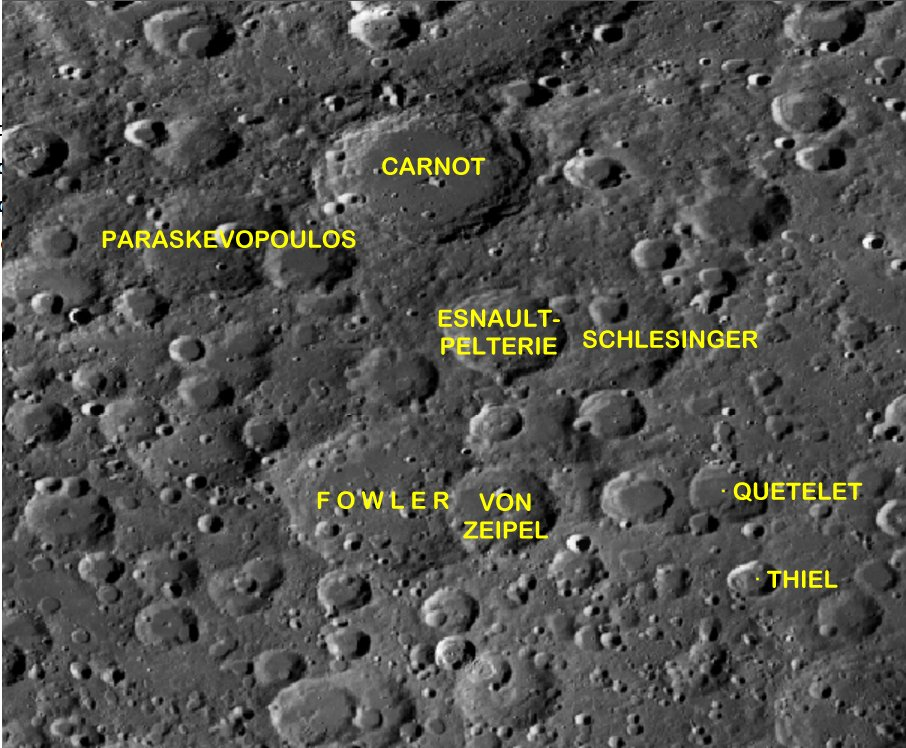
Entorno de Quetelet

Quetelet es un cráter de impacto que se encuentra en el hemisferio norte de la cara oculta de la Luna, al sureste del cráter Schlesinger, y al este de Von Zeipel. Al este de Quetelet se halla Perrine.
|  |

Como es el caso con muchos de los cráteres en la Luna, este elemento ha sido desgastado y erosionado por impactos posteriores. Un pequeño cráter con un suelo plano invade el borde suroeste de Quetelet. Varios pequeños cráteres se sitúan sobre el borde norte y la pared interior, que es más estrecha en el oeste que en otras partes, de modo que el nivel del suelo interior (relativamente sin rasgos característicos) se compensa en esa dirección. Los restos desgastados de un cráter pequeño aparecen en la pared interna meridional.

## Cráteres satélite
Por convención estos elementos son identificados en los mapas lunares poniendo la letra en el lado del punto medio del cráter que está más cercano a Quetelet.
|          | \| Quetelet \| Coordenadas \| Diámetro \| \| -------- \| ------------------------------- \| -------- \| \| T \| 42°48′N 137°36′O / 42.8, -137.6 \| 46 km \| |          |
| Quetelet | Coordenadas | Diámetro |
| T        | 42°48′N 137°36′O / 42.8, -137.6 | 46 km    |